# Усин Керим (награда)
Националната литературна награда за поезия „Усин Керим“ е учредена от Община Чепеларе през 2010 г.

Досега не е връчвана на ромски поет, но през 2018 г. е спечелена от български арменец.
Посвещава се на големия български поет от ромски произход Усин Керим, който е обявен посмъртно за почетен гражданин на Чепеларе по време на честването на 80 години от рождението му през 2008 г. Наградата се присъжда на всеки две години през месец октомври. Кметът на Община Чепеларе определя жури, което включва изтъкнати поети. Наградата се състои от статуетка с образа на Усин Керим, изработка на смолянския скулптор Ангел Бебелеков, и чек в размер на 1500 лв. Награда на публиката – 500 лв. За наградата за поезия „Усин Керим“ могат да кандидатстват български поети, издали книги през последните две години преди годината на връчване на наградата.

## Наградени автори и творби
| № | Година | Жури                                                                                | Номинирани | Лауреати |
| - | ------ | ----------------------------------------------------------------------------------- | --- | --- |
| 1 | 2010,  | Жури с председател Найден Вълчев и членове Димитрина Равалиева и Димитър Танев.     | - Анита Коларова („Дъждът не може тайно да вали“) - Асан Хаджипехливанов („Среднощни дъждове“) - Валери Станков („Аз съм светлият мъж към безкрая“) - Илиана Илиева („Ти, който хакна планетата“) - Мария Рангелова („Цветя за котки“) - Никола Гигов („Славей в градината“) - Николай Милчев („Петел от малинов пейзаж“) - Сашо Серафимов („Потъване на светлината“) - Филип Кабакян („Юфка и нафора“) - Филип Марински („И черното е цвят“)             | - Валери Станков за стихосбирката му „Аз съм светлият мъж към безкрая“ - награда на публиката чрез гласуване в залата – Мария Рангелова със стихосбирката „Цветя за котки“                               |
| 2 | 2012   | Жури с председател Янко Димов и членове Петър Китински и Петко Кицов.               | - „Живот между Небето и Земята“ на Атанас Лазовски - „Другият живот“ на Георги Ралчев - „По ръба на сълзата“ на Гюлшен Алиева - „Време за елегии“ на Димитър Златев - „Тъжносмешни стихотворения“ на Дулинко Дулев - „Говорещите руни на реката“ на Илиана Илиева - „Пясък в обувката“ на Мануела Симеонова - „Да, любов“ на Петя Александрова - „Българска орис“ на Петър Василев - „Стиховей“ на Райчо Русев-Райсън                                     | - Георги Ралчев за стихосбирката му „Другият живот“ - награда на публиката чрез гласуване в залата – Димитър Златев със стихосбирката „Време за елегии“                                                  |
| 3 | 2014   | Жури с председател Маргарита Петкова и членове Елена Алекова и Антон Баев.          | - „Животът на светулките“ на Валентина Йотова - „Употреба на свободата“ на Валентина Радинска - „… каза тя. И слезе от небето“ на Виолета Христова - „Светлиината си тръгва на пръсти“ на Катя Белчева - „Денят на еднодневката“ на Кръстьо Раленков - „Аз мога да цитирам тишина“ на Мартин Спасов - „Тънък дъжд“ на Николай Милчев - „Улица „Щастие“ на Оля Стоянова - „Улични песни“ на Сашо Серафимов - „Око за щастие“ на Сибила Алексова            | - Мартин Спасов за стихосбирката му „Аз мога да цитирам тишина“ - награда на публиката чрез гласуване в залата – същият автор                                                                            |
| 4 | 2016   | Жури с председател Маргарита Петкова и членове Елена Алекова и Надежда Захариева.   | - Валентина Йотова – „Разпятие за щъркели“ - Дарина Цветкова – „Обичник“ - Димитър Златев – „Съжителство с 21-ви век“ - Дончо Дончев – „Менделеева таблица“ - Иглика Дионисиева – „Déjà vu Hug“ - Илиана Илиева – „Предмети“ - Йордан Пеев – „Когато смъртта ми прогледне“ - Красимира Славова – „Букет от обрулени спомени“ - Любомир Чернев – „Обещах да те намеря“ - Милка Пиналска – „КоАн“                                                           | - Йордан Пеев за стихосбирката му „Когато смъртта ми прогледне“ - награда на публиката чрез гласуване в залата – същият автор - награда на спонсорите – Красимира Славова за „Букет от обрулени спомени“ |
| 5 | 2018   | Жури с председател Маргарита Петкова и членове Валентина Радинска и Ивайло Диманов. | - Азис Шакир – Таш – „Околосветска обиколка на липсата“ - Елена Денева – „Благословени върхове на пръстите“ - Ива Спиридонова – „Думите ми“ - Илиана Илиева – „И не помислям докога“ - Лили Качова – „Бряг за безпътници“ - Мария Донева – „Любовта идва“ - Николай Дялков – „ Нагазваме в женски води“ / „Адресна регистрация: Бежанец“ - Светлана Йонкова – „Жива вода“ - Филип Кабакян– „Гнездо за книжни лястовици“ - Яна Вълчева – „Миг след лятото“ | - Филип Кабакян за стихосбирката му „Гнездо за книжни лястовици“ - награда на публиката чрез гласуване в залата – Яна Вълчева за „Миг след лятото“                                                       |
| 6 | 2021   | Жури с председател Маргарита Петкова и членове Елена Алекова и Добромир Банев.      | - Антон Баев – „Меланхолии“ - Денис Олегов – „Вечен чужденец“ - Красимира Макавеева – „Без(Д)умие" - Георги Славов – „Човек е сам и човек е само“ - Александър Хикс – „Три стръкчета нежност“ - Николай Дялков – ? - Александър Арнаудов – „Дъно в небето“ - Ива Спиридонова – „От мен до другото безсмъртие“ - Лили (Лиляна) Качова – „Клинопис върху снега“ - Нели Коларова – „Поемам този риск“                                                        | - Антон Баев за стихосбирката му „Меланхолии“ - награда на публиката чрез гласуване във фейсбук – Красимира Макавеева за „Без(Д)умие"                                                                    |